# Нападение на Брум
Город Брум, Западная Австралия, был атакован японскими самолётами 3 марта 1942 года. По меньшей мере 88 человек было убито.
Первоначально Брум был маленьким портом для добычи жемчуга, но во время войны город приобрёл стратегическое значение и стал заправочным пунктом для самолётов, направляющихся из Индии в Австралию. В результате город превратился в важную военную базу союзников. В течение двух недель февраля — марта 1942 через Брум на борту самолётов-амфибий в Австралию прибыло более 8000 беженцев из Голландской Индии.

## Итог
Впоследствии пилот RAAF Frank Russell, который находился на одном из самолётов-амфибий во время нападения, написал:
... картина жутких разрушений! Вокруг нас горели амфибии, испуская облака чёрного дыма. Горящее топливо зловеще колыхалось на волнах в море. Следы трассирующих пуль были видны вокруг. Несколько уцелевших самолётов Dornier были набиты женщинами и детьми ожидающими взлёта, когда их увезут в безопасное место."